# Leptogorgia diffusa
Leptogorgia diffusa är en korallart som först beskrevs av Addison Emery Verrill 1868.  Leptogorgia diffusa ingår i släktet Leptogorgia och familjen Gorgoniidae. Inga underarter finns listade i Catalogue of Life.